# جایزه انجمن سینماگران آمریکا برای بهترین فیلمبرداری
جایزه انجمن سینماگران آمریکا برای بهترین فیلمبرداری (انگلیسی: American Society of Cinematographers Award for Outstanding Achievement in Cinematography in Theatrical Releases) فهرست زیر فهرستی از  فیلم‌برداران است که برنده و نامزد دریافت جایزه انجمن سینماگران آمریکا برای دستاوردهای برجسته در نمایش‌های تئاتر شده‌اند که هر ساله توسط انجمن فیلم‌برداران آمریکا ارائه می‌شود.

## برندگان و نامزدها

### دهه ۱۹۸۰
| سال  | فیلم                             | فیلم‌بردار                   |
| ---- | -------------------------------- | --------------------------- |
| ۱۹۸۶ | پگی سو ازدواج کرد                | جردن کروننوت                |
| ۱۹۸۶ | بچه کاراته‌کار، قسمت دوم          | جیمز کراب                   |
| ۱۹۸۶ | مأموریت (فیلم ۱۹۸۶)              | کریس منجس                   |
| ۱۹۸۶ | اتاقی با یک چشم‌انداز (فیلم ۱۹۸۵) | تونی پیرس-رابرتس            |
| ۱۹۸۶ | پیشتازان فضا ۴: سفر به خانه      | دونالد پترمن                |
| ۱۹۸۷ | امپراتوری خورشید (فیلم)          | آلن داویو                   |
| ۱۹۸۷ | آخرین امپراتور                   | ویتوریو استورارو            |
| ۱۹۸۷ | Matewan                          | هسکل وکسلر                  |
| ۱۹۸۷ | کسی برای محافظت از من (فیلم)     | استیون پوستر                |
| ۱۹۸۷ | تسخیرناپذیران                    | استیون اچ. باروم            |
| ۱۹۸۸ | طلوع خورشید تکیلا (فیلم)         | کنراد هال                   |
| ۱۹۸۸ | روابط خطرناک                     | فیلیپ روسولو                |
| ۱۹۸۸ | میسیسیپی می‌سوزد                  | پیتر بیزیو                  |
| ۱۹۸۸ | مرد بارانی (فیلم ۱۹۸۸)           | جان سیل                     |
| ۱۹۸۸ | سبکی تحمل‌ناپذیر هستی (فیلم)      | سون نیکویست                 |
| ۱۹۸۹ | بلیز (فیلم ۱۹۸۹)                 | هسکل وکسلر                  |
| ۱۹۸۹ | ورطه                             | میکائیل سالومون             |
| ۱۹۸۹ | خرس (فیلم ۱۹۸۸)                  | فیلیپ روسولو                |
| ۱۹۸۹ | متولد چهارم جولای                | رابرت ریچاردسون (فیلم‌بردار) |
| ۱۹۸۹ | جنگ رزها (فیلم)                  | استیون اچ. باروم            |

### دهه ۱۹۹۰
| سال  | فیلم                               | فیلمبردار                   |
| ---- | ---------------------------------- | --------------------------- |
| ۱۹۹۰ | رقصنده با گرگ‌ها                    | دین سملر                    |
| ۱۹۹۰ | آوالون (فیلم)                      | آلن داویو                   |
| ۱۹۹۰ | دیک تریسی (فیلم ۱۹۹۰)              | ویتوریو استورارو            |
| ۱۹۹۰ | روح (فیلم ۱۹۹۰)                    | آدام گرینبرگ                |
| ۱۹۹۰ | پدرخوانده: قسمت سوم                | گوردون ویلیس                |
| ۱۹۹۱ | باگزی                              | آلن داویو                   |
| ۱۹۹۱ | هوک (فیلم)                         | دین کندی                    |
| ۱۹۹۱ | جی‌اف‌کی (فیلم)                      | رابرت ریچاردسون (فیلم‌بردار) |
| ۱۹۹۱ | شاهزاده جزر و مد                   | استیون گولدبلات             |
| ۱۹۹۱ | نابودگر ۲: روز داوری               | آدام گرینبرگ                |
| ۱۹۹۲ | هوفا                               | استیون اچ. باروم            |
| ۱۹۹۲ | چند مرد خوب                        | رابرت ریچاردسون (فیلم‌بردار) |
| ۱۹۹۲ | هواردز اند (فیلم)                  | تونی پیرس-رابرتس            |
| ۱۹۹۲ | آخرین موهیکان (فیلم ۱۹۹۲)          | دانته اسپینوتی              |
| ۱۹۹۲ | رودخانه‌ای از میان آن می‌گذرد (فیلم) | فیلیپ روسولو                |
| ۱۹۹۳ | Searching for Bobby Fischer        | کنراد هال                   |
| ۱۹۹۳ | فراری (فیلم ۱۹۹۳)                  | مایکل چاپمن (فیلم‌بردار)     |
| ۱۹۹۳ | بهشت و زمین (فیلم ۱۹۹۳)            | رابرت ریچاردسون (فیلم‌بردار) |
| ۱۹۹۳ | پیانو (فیلم)                       | استوارت درایبرگ             |
| ۱۹۹۳ | فهرست شیندلر                       | یانوش کامینسکی              |
| ۱۹۹۴ | رستگاری در شاوشنک                  | راجر دیکینز                 |
| ۱۹۹۴ | فارست گامپ                         | دان برجس (فیلم‌بردار)        |
| ۱۹۹۴ | افسانه‌های خزان                     | جان تول                     |
| ۱۹۹۴ | رابطه عاشقانه (فیلم ۱۹۹۴)          | کنراد هال                   |
| ۱۹۹۴ | وایات ارپ (فیلم)                   | اوون رویزمن                 |
| ۱۹۹۵ | شجاع‌دل                             | جان تول                     |
| ۱۹۹۵ | آپولو ۱۳ (فیلم)                    | دین کندی                    |
| ۱۹۹۵ | بتمن برای همیشه                    | استیون گولدبلات             |
| ۱۹۹۵ | پل‌های مدیسون کانتی (فیلم)          | جک ان. گرین                 |
| ۱۹۹۵ | جزر و مد سرخ                       | داریوش وولسکی               |
| ۱۹۹۵ | هفت (فیلم ۱۹۹۵)                    | داریوش خنجی                 |
| ۱۹۹۶ | بیمار انگلیسی (فیلم)               | جان سیل                     |
| ۱۹۹۶ | اویتا (فیلم)                       | داریوش خنجی                 |
| ۱۹۹۶ | فارگو (فیلم)                       | راجر دیکینز                 |
| ۱۹۹۶ | پرواز به خانه                      | کلب دشانل                   |
| ۱۹۹۶ | شبح و ظلمت                         | ویلموش ژیگموند              |
| ۱۹۹۶ | مایکل کولینز (فیلم)                | کریس منجس                   |
| ۱۹۹۷ | تایتانیک (فیلم ۱۹۹۷)               | راسل کارپنتر                |
| ۱۹۹۷ | آمیستاد                            | یانوش کامینسکی              |
| ۱۹۹۷ | بوکسور (فیلم ۱۹۹۷)                 | کریس منجس                   |
| ۱۹۹۷ | کوندان                             | راجر دیکینز                 |
| ۱۹۹۷ | محرمانه لس آنجلس (فیلم)            | دانته اسپینوتی              |
| ۱۹۹۸ | خط باریک سرخ (فیلم)                | جان تول                     |
| ۱۹۹۸ | الیزابت (فیلم)                     | رمی ادفاراسین               |
| ۱۹۹۸ | نجواگر اسب (فیلم)                  | رابرت ریچاردسون (فیلم‌بردار) |
| ۱۹۹۸ | نجات سرباز رایان                   | یانوش کامینسکی              |
| ۱۹۹۸ | شکسپیر عاشق                        | ریچارد گریترکس              |
| ۱۹۹۹ | زیبای آمریکایی (فیلم ۱۹۹۹)         | کنراد هال                   |
| ۱۹۹۹ | نفوذی (فیلم ۱۹۹۹)                  | دانته اسپینوتی              |
| ۱۹۹۹ | حس ششم (فیلم)                      | تاک فوجیموتو                |
| ۱۹۹۹ | اسلیپی هالو (فیلم)                 | امانوئل لوبزکی              |
| ۱۹۹۹ | بارش برف روی سروها (فیلم)          | رابرت ریچاردسون (فیلم‌بردار) |

### دهه ۲۰۰۰
| سال  | فیلم                               | فیلم‌بردار                         |
| ---- | ---------------------------------- | --------------------------------- |
| ۲۰۰۰ | میهن‌پرست (فیلم ۲۰۰۰)               | کلب دشانل                         |
| ۲۰۰۰ | ببر خیزان، اژدهای پنهان            | پیتر پائو                         |
| ۲۰۰۰ | گلادیاتور (فیلم ۲۰۰۰)              | جان ماتیسون (فیلم‌بردار)           |
| ۲۰۰۰ | ای برادر، کجایی؟                   | راجر دیکینز                       |
| ۲۰۰۰ | کاملاً طوفانی (فیلم)                | جان سیل                           |
| ۲۰۰۱ | مردی که آنجا نبود                  | راجر دیکینز                       |
| ۲۰۰۱ | سرنوشت شگفت‌انگیز املی پولن         | برونو دل‌بونل                      |
| ۲۰۰۱ | ارباب حلقه‌ها: یاران حلقه           | اندرو لزنی                        |
| ۲۰۰۱ | مولن روژ!                          | دونالد مک‌آلپاین                   |
| ۲۰۰۱ | پرل هاربر (فیلم)                   | جان شوارتزمن                      |
| ۲۰۰۲ | جاده‌ای به‌سوی تباهی                 | کنراد هال (پس از مرگ)             |
| ۲۰۰۲ | دور از بهشت                        | ادوارد لاچمن                      |
| ۲۰۰۲ | فریدا (فیلم)                       | رودریگو پریتو                     |
| ۲۰۰۲ | دارودسته‌های نیویورکی               | مایکل بالهاوس                     |
| ۲۰۰۲ | پیانیست (فیلم)                     | پاوئو ادلمن                       |
| ۲۰۰۳ | سیبیسکوت (فیلم)                    | جان شوارتزمن                      |
| ۲۰۰۳ | کوهستان سرد                        | جان سیل                           |
| ۲۰۰۳ | آخرین سامورایی                     | جان تول                           |
| ۲۰۰۳ | ارباب حلقه‌ها: بازگشت پادشاه        | اندرو لزنی                        |
| ۲۰۰۳ | ناخدا و فرمانده: آخر دنیا          | راسل بوید                         |
| ۲۰۰۴ | یکشنبه طولانی نامزدی               | برونو دل‌بونل                      |
| ۲۰۰۴ | هوانورد (فیلم ۲۰۰۴)                | رابرت ریچاردسون (فیلم‌بردار)       |
| ۲۰۰۴ | وثیقه (فیلم)                       | دیان بیبی و پل کامرون (فیلم‌بردار) |
| ۲۰۰۴ | مصائب مسیح                         | کلب دشانل                         |
| ۲۰۰۴ | ری (فیلم)                          | پاوئو ادلمن                       |
| ۲۰۰۵ | خاطرات یک گیشا (فیلم)              | دیان بیبی                         |
| ۲۰۰۵ | بتمن آغاز می‌کند                    | والی فیستر                        |
| ۲۰۰۵ | کوهستان بروکبک                     | رودریگو پریتو                     |
| ۲۰۰۵ | شب‌بخیر و موفق باشید.               | رابرت السویت                      |
| ۲۰۰۵ | کینگ کونگ (فیلم ۲۰۰۵)              | اندرو لزنی                        |
| ۲۰۰۶ | فرزندان انسان                      | امانوئل لوبزکی                    |
| ۲۰۰۶ | آپوکالیپتو                         | دین سملر                          |
| ۲۰۰۶ | کوکب سیاه                          | ویلموش ژیگموند                    |
| ۲۰۰۶ | چوپان خوب (فیلم)                   | رابرت ریچاردسون (فیلم‌بردار)       |
| ۲۰۰۶ | شعبده‌باز (فیلم ۲۰۰۶)               | دیک پوپ                           |
| ۲۰۰۷ | خون به پا خواهد شد                 | رابرت السویت                      |
| ۲۰۰۷ | قتل جسی جیمز به‌دست رابرت فورد بزدل | راجر دیکینز                       |
| ۲۰۰۷ | تاوان (فیلم ۲۰۰۷)                  | شیموس مک‌گاروی                     |
| ۲۰۰۷ | لباس غواصی و پروانه (فیلم)         | یانوش کامینسکی                    |
| ۲۰۰۷ | جایی برای پیرمردها نیست (فیلم)     | راجر دیکینز                       |
| ۲۰۰۸ | میلیونر زاغه‌نشین                   | آنتونی داد منتل                   |
| ۲۰۰۸ | مورد عجیب بنجامین باتن             | کلادیو میراندا                    |
| ۲۰۰۸ | شوالیه تاریکی (فیلم)               | والی فیستر                        |
| ۲۰۰۸ | کتاب‌خوان (فیلم ۲۰۰۸)               | راجر دیکینز and کریس منجس         |
| ۲۰۰۸ | جاده انقلابی                       | راجر دیکینز                       |
| ۲۰۰۹ | روبان سفید (فیلم)                  | کریستیان برگر                     |
| ۲۰۰۹ | آواتار (فیلم ۲۰۰۹)                 | مائورو فیوره                      |
| ۲۰۰۹ | مهلکه                              | بری آکروید                        |
| ۲۰۰۹ | حرامزاده‌های لعنتی                  | رابرت ریچاردسون (فیلم‌بردار)       |
| ۲۰۰۹ | نه (فیلم ۲۰۰۹)                     | دیان بیبی                         |

### دهه ۲۰۱۰
| سال  | فیلم                               | فیلم‌بردار                   |
| ---- | ---------------------------------- | --------------------------- |
| ۲۰۱۰ | سرآغاز                             | والی فیستر                  |
| ۲۰۱۰ | قوی سیاه (فیلم ۲۰۱۰)               | متیو لیباتیک                |
| ۲۰۱۰ | سخنرانی پادشاه                     | دنی کوهن (فیلمبردار)        |
| ۲۰۱۰ | شبکه اجتماعی (فیلم)                | جف کرونن‌وث                  |
| ۲۰۱۰ | شهامت واقعی (فیلم ۲۰۱۰)            | راجر دیکینز                 |
| ۲۰۱۱ | درخت زندگی (فیلم)                  | امانوئل لوبزکی              |
| ۲۰۱۱ | آرتیست                             | گیوم شیفمن                  |
| ۲۰۱۱ | دختری با خالکوبی اژدها (فیلم ۲۰۱۱) | جف کرونن‌وث                  |
| ۲۰۱۱ | هوگو (فیلم)                        | رابرت ریچاردسون (فیلم‌بردار) |
| ۲۰۱۱ | بندزن خیاط سرباز جاسوس             | هویته ون هویتما             |
| ۲۰۱۲ | اسکای‌فال                           | راجر دیکینز                 |
| ۲۰۱۲ | آنا کارنینا (فیلم ۲۰۱۲)            | شیموس مک‌گاروی               |
| ۲۰۱۲ | بینوایان (فیلم ۲۰۱۲)               | دنی کوهن (فیلمبردار)        |
| ۲۰۱۲ | زندگی پی (فیلم)                    | کلادیو میراندا              |
| ۲۰۱۲ | لینکلن (فیلم ۲۰۱۲)                 | یانوش کامینسکی              |
| ۲۰۱۳ | جاذبه (فیلم)                       | امانوئل لوبزکی              |
| ۲۰۱۳ | ۱۲ سال بردگی                       | شان بابیت                   |
| ۲۰۱۳ | کاپیتان فیلیپس (فیلم)              | بری آکروید                  |
| ۲۰۱۳ | استاد بزرگ (فیلم)                  | فیلیپ لو سور                |
| ۲۰۱۳ | درون لوین دیویس                    | برونو دل‌بونل                |
| ۲۰۱۳ | نبراسکا (فیلم)                     | فدون پاپامیکائیل            |
| ۲۰۱۳ | زندانیان (فیلم ۲۰۱۳)               | راجر دیکینز                 |
| ۲۰۱۴ | بردمن (فیلم)                       | امانوئل لوبزکی              |
| ۲۰۱۴ | هتل بزرگ بوداپست                   | رابرت یئومان                |
| ۲۰۱۴ | بازی تقلید                         | Óscar Faura                 |
| ۲۰۱۴ | آقای ترنر (فیلم)                   | دیک پوپ                     |
| ۲۰۱۴ | شکست‌ناپذیر (فیلم ۲۰۱۴)             | راجر دیکینز                 |
| ۲۰۱۵ | بازگشته (فیلم ۲۰۱۵)                | امانوئل لوبزکی              |
| ۲۰۱۵ | پل جاسوس‌ها                         | یانوش کامینسکی              |
| ۲۰۱۵ | کارول (فیلم)                       | ادوارد لاچمن                |
| ۲۰۱۵ | مکس دیوانه: جاده خشم               | جان سیل                     |
| ۲۰۱۵ | سیکاریو (فیلم ۲۰۱۵)                | راجر دیکینز                 |
| ۲۰۱۶ | شیر (فیلم ۲۰۱۶)                    | گرگ فریزر                   |
| ۲۰۱۶ | ورود (فیلم ۲۰۱۶)                   | برادفورد یانگ               |
| ۲۰۱۶ | لا لا لند                          | لینوس ساندگرن               |
| ۲۰۱۶ | مهتاب (فیلم ۲۰۱۶)                  | جیمز لاکستون                |
| ۲۰۱۶ | سکوت (فیلم ۲۰۱۶)                   | رودریگو پریتو               |
| ۲۰۱۷ | بلید رانر ۲۰۴۹                     | راجر دیکینز                 |
| ۲۰۱۷ | تاریک‌ترین لحظات (فیلم)             | برونو دل‌بونل                |
| ۲۰۱۷ | دانکرک (فیلم ۲۰۱۷)                 | هویته ون هویتما             |
| ۲۰۱۷ | گل‌گرفته                            | ریچل موریسون                |
| ۲۰۱۷ | شکل آب                             | دن لاستسن                   |
| ۲۰۱۸ | جنگ سرد (فیلم ۲۰۱۸)                | ووکاش ژال                   |
| ۲۰۱۸ | سوگلی (فیلم ۲۰۱۸)                  | Robbie Ryan                 |
| ۲۰۱۸ | نخستین انسان (فیلم)                | لینوس ساندگرن               |
| ۲۰۱۸ | رما (فیلم ۲۰۱۸)                    | آلفونسو کوارون              |
| ۲۰۱۸ | ستاره‌ای متولد شده‌است (فیلم ۲۰۱۸)   | متیو لیباتیک                |
| ۲۰۱۹ | ۱۹۱۷ (فیلم ۲۰۱۹)                   | راجر دیکینز                 |
| ۲۰۱۹ | فورد در برابر فراری                | فدون پاپامیکائیل            |
| ۲۰۱۹ | مرد ایرلندی (فیلم ۲۰۱۹)            | رودریگو پریتو               |
| ۲۰۱۹ | جوکر (فیلم ۲۰۱۹)                   | لارنس شر                    |
| ۲۰۱۹ | روزی روزگاری در هالیوود            | رابرت ریچاردسون (فیلم‌بردار) |

### دهه ۲۰۲۰
| سال  | فیلم                    | فیلم‌بردار             |
| ---- | ----------------------- | --------------------- |
| ۲۰۲۰ | منک                     | Erik Messerschmidt    |
| ۲۰۲۰ | چری (فیلم ۲۰۲۱)         | نیوتون توماس سیگل     |
| ۲۰۲۰ | اخبار جهان (فیلم)       | داریوش وولسکی         |
| ۲۰۲۰ | سرزمین خانه‌به‌دوش‌ها      | Joshua James Richards |
| ۲۰۲۰ | دادگاه شیکاگو هفت       | فدون پاپامیکائیل      |
| ۲۰۲۱ | تلماسه (فیلم ۲۰۲۱)      | گرگ فریزر             |
| ۲۰۲۱ | بلفاست (فیلم)           | هریس زامبارلوکس       |
| ۲۰۲۱ | کوچه کابوس (فیلم ۲۰۲۱)  | دن لاستسن             |
| ۲۰۲۱ | قدرت سگ (فیلم ۲۰۲۱)     | Ari Wegner            |
| ۲۰۲۱ | تراژدی مکبث (فیلم ۲۰۲۱) | برونو دل‌بونل          |